# Angry Brigade
Angry Brigade är The Bear Quartets elfte studioalbum, utgivet 2003.

## Låtlista[1]
1. "Put Me Back Together" - 5:05
2. "All Your Life" - 2:35
3. "Ask Me Don't Axe Me" - 2:08
4. "Grammar" - 3:47
5. "I'm Still Her" - 3:17
6. "Ambulance" - 3:00
7. "Last Verb" - 2:51
8. "MVH Contempt" - 3:35
9. "Justy Locals" - 2:16
10. "I Don't Need Light" - 4:05

## Mottagande
Skivan fick ett mycket gott mottagande när den utkom och snittar på 4,2/5 på Kritiker.se, baserat på tre recensioner.